# Trung tướng Công an nhân dân Việt Nam
Trung tướng Công an nhân dân Việt Nam là cấp bậc tướng lĩnh thứ hai trong Công an nhân dân Việt Nam với cấp hiệu 2 ngôi sao vàng. Theo quy định pháp luật Việt Nam hiện hành, Chủ tịch nước đồng thời là Chủ tịch Hội đồng Quốc phòng và An ninh phong, thăng, giáng, tước cấp bậc hàm này.
Trong Hải quân nhân dân Việt Nam, cấp bậc Trung tướng Hải quân có danh xưng là Phó Đô đốc.

## Tổng quan
Cấp bậc hàm Trung tướng Công an nhân dân Việt Nam lần đầu tiên được quy định bởi Nghị định 331/TTG ngày 1 tháng 9 năm 1959, quy định hệ thống cấp bậc Công an nhân dân Vũ trang. Ba năm sau, Pháp lệnh 34/LCT ngày 20 tháng 7 năm 1962 quy định thêm hệ thống cấp bậc Cảnh sát nhân dân. Tuy nhiên, vào thời điểm đó chưa có cá nhân nào được phong hàm cấp bậc này. Đến năm 1974, Tư lệnh kiêm Chính ủy Lực lượng Công an nhân dân vũ trang Phạm Kiệt mới trở thành người đầu tiên được phong cấp bậc hàm này.
Ngày nay, Luật Công an nhân dân năm 2018 quy định số lượng Trung tướng Công an nhân dân không quá 35 người.Các chức vụ, chức danh mà Sĩ quan Công an nhân dân được phong/thăng cấp bậc hàm Trung tướng là:
- Phó Chủ nhiệm thường trực Ủy ban Kiểm tra Đảng ủy Công an Trung ương.
- Chánh Thanh tra Bộ Công an.
- Giám đốc Học viện: Chính trị Công an nhân dân, An ninh nhân dân, Cảnh sát nhân dân;
- Giám đốc Công an: thành phố Hà Nội, Thành phố Hồ Chí Minh;
- Tư lệnh Bộ Tư lệnh: Cảnh vệ, Cảnh sát Cơ động;
- Cục trưởng và tương đương của các đơn vị trực thuộc Bộ Công an có một trong các tiêu chí: i) Có chức năng, nhiệm vụ tham mưu chiến lược, đầu mối phối hợp với các Bộ, ngành, địa phương; ii) Có hệ thống lực lượng theo ngành dọc, quy mô hoạt động toàn quốc, trực tiếp chủ trì, phối hợp hoặc tham gia phối hợp thực hiện nhiệm vụ bảo vệ an ninh quốc gia, bảo đảm trật tự, an toàn xã hội, đấu tranh phòng, chống tội phạm; iii) Có chức năng nghiên cứu, hướng dẫn, quản lý nghiệp vụ toàn lực lượng.
- Sĩ quan biệt phái được phê chuẩn giữ chức vụ Phó Chủ nhiệm Ủy ban Quốc phòng và An ninh của Quốc hội hoặc được bổ nhiệm chức vụ Thứ trưởng hoặc tương đương.

## Danh sách Trung tướng Công an nhân dân thế kỉXX
| # | Họ và tên     | Năm sinh–mất | Năm được phong/thăng | Chức vụ khi được phong/thăng                    | Ghi chú |
| - | ------------- | ------------ | -------------------- | ----------------------------------------------- | ------- |
| 1 | Phạm Kiệt     | 1912–1975    | 1974                 | Tư lệnh kiêm Chính ủy Công an nhân dân vũ trang |         |
| 2 | Trần Quyết    | 1912–1975    | 1978                 | Thứ trưởng Bộ Công an                           | [ 4 ]   |
| 3 | Hà Ngọc Tiếu  | 1921–2006    | 1987                 | Phó Tổng cục trưởng Tổng cục Cảnh sát           |         |
| 4 | Phạm Tâm Long | 1928–2020    | 1989                 | Thứ trưởng Bộ Nội vụ                            | [ 5 ]   |
| 5 | Võ Viết Thanh | 1943         | 1989                 | Thứ trưởng Bộ Nội vụ                            |         |
| 6 | Võ Thái Hòa   | 1937         | 1998                 | Thứ trưởng Bộ Nội vụ                            | [ 6 ]   |

## Danh sách Trung tướng Công an nhân dân thế kỉXXI

### Thập niên 2000
| #  | Họ và tên         | Năm sinh–mất | Năm được phong/thăng  | Chức vụ khi được phong/thăng                                   | Ghi chú |
| -- | ----------------- | ------------ | --------------------- | -------------------------------------------------------------- | --- |
| 1  | Nguyễn Hồng Sỹ    | 1937–2011    | 2002                  | Phó Trưởng ban Nghiên cứu của Bộ Chính trị về an ninh quốc gia | |
| 2  | Nguyễn Việt Thành | 1947         | 2003                  | Phó Tổng cục trưởng Tổng cục Cảnh sát                          | |
| 3  | Lê Thế Tiệm       | 1949         | 2003                  | Thứ trưởng Bộ Công an                                          | |
| 4  | Thi Văn Tám       | 1948–2008    | 2004                  | Tổng cục trưởng Tổng cục An ninh                               | [ 5 ] [ 7 ] |
| 5  | Trần Quang Bình   | 1946         | 2004                  | Tổng cục trưởng Tổng cục Tình báo                              | [ 8 ] [ 7 ] |
| 6  | Lê Quốc Sự        | 1949         | 2006                  | Tổng cục trưởng Tổng cục Hậu cần                               | [ 9 ] [ 7 ] |
| 7  | Trần Văn Thảo     | 1945         | 2006                  | Tổng cục trưởng Tổng cục Cảnh sát                              | [ 10 ] [ 7 ] |
| 8  | Đỗ Xuân Thọ       | 1946         | 2006                  | Tổng cục trưởng Tổng cục Kỹ thuật                              | [ 11 ] [ 7 ] |
| 9  | Trương Hòa Bình   | 1955         | 2007                  | Thứ trưởng Bộ Công an                                          | Phó Thủ tướng Thường trực Chính phủ |
| 10 | Trần Đại Quang    | 1956–2018    | 2007                  | Thứ trưởng Bộ Công an                                          | Đại tướng, Bộ trưởng Bộ Công an Chủ tịch nước Cộng hòa Xã hội chủ nghĩa Việt Nam, qua đời khi đang tại nhiệm |
| 11 | Đặng Văn Hiếu     | 1953         | 2007                  | Thứ trưởng Bộ Công an                                          | |
| 12 | Trịnh Lương Hy    | 1951         | 2007                  | Quyền Tổng cục trưởng Tổng cục An ninh                         | |
| 13 | Vũ Hải Triều      |              | 2007                  | Phó Tổng cục trưởng Tổng cục An ninh                           | |
| 14 | Hoàng Đức Chính   |              | 2007                  | Phó Tổng cục trưởng Tổng cục An ninh                           | |
| 15 | Sơn Cang          | 1948         | 2007                  | Phó Tổng cục trưởng Tổng cục An ninh                           | |
| 16 | Lê Văn Thành      | 1948         | 2007                  | Phó Tổng cục trưởng Tổng cục Cảnh sát                          | |
| 17 | Phạm Văn Đức      |              | 2007                  | Phó Tổng cục trưởng Tổng cục Cảnh sát                          | |
| 18 | Phạm Nam Tào      |              | 2007                  | Phó Tổng cục trưởng Tổng cục Cảnh sát                          | |
| 19 | Trần Quang Minh   |              | 2007                  | Phó Tổng cục trưởng Tổng cục Hậu cần                           | [ 9 ] |
| 20 | Nguyễn Văn Thắng  | 1947–2012    | 2007                  | Giám đốc Học viện An ninh nhân dân                             | [ 13 ] |
| 21 | Lê Văn Thành      | 1947         | 2007                  | Phó Tổng cục trưởng Tổng cục Cảnh sát                          | [ 14 ] |
| 22 | Nguyễn Xuân Xinh  | 1947         | 2007                  | Phó Tổng cục trưởng Tổng cục Tình báo                          | |
| 23 | Trần Việt Tân     | 1955         | 2008 2018 (giáng cấp) | Phó Tổng cục trưởng Tổng cục Tình báo                          | Năm 2018, ông bị kỷ luật bằng hình thức xóa tư cách Thứ trưởng Bộ Công an giai đoạn 2011-2016, giáng cấp bậc hàm từ Thượng tướng xuống Trung tướng. Năm 2019, TAND Hà Nội tuyên phạt bị cáo Trần Việt Tân 3 năm tù về tội Lợi dụng chức vụ, quyền hạn trong khi thi hành công vụ. |
| 24 | Lê Quý Vương      | 1956         | 2008                  | Tổng cục trưởng Tổng cục Xây dựng lực lượng                    | [ 15 ] |
| 25 | Bùi Văn Nam       | 1955         | 2008                  | Tổng cục trưởng Tổng cục Tình báo                              | [ 15 ] |
| 26 | Cao Ngọc Oánh     | 1954         | 2008                  | Quyền Tổng cục trưởng Tổng cục Hậu cần                         | [ 15 ] |
| 27 | Phạm Ngọc Quảng   | 1952         | 2009                  | Phó Tổng cục trưởng Tổng cục Tình báo                          | |

### Thập niên 2010
| #  | Họ và tên         | Năm sinh–mất | Năm được phong/thăng | Chức vụ khi được phong/thăng                                               | Ghi chú |
| -- | ----------------- | ------------ | -------------------- | -------------------------------------------------------------------------- | --- |
| 1  | Vũ Thanh Hoa      | 1952         | 2010                 | Trợ lý Bộ trưởng Bộ Công an                                                | [ 16 ] |
| 2  | Hoàng Kông Tư     | 1953         | 2010                 | Tổng cục trưởng Tổng cục An ninh II                                        | |
| 3  | Phạm Minh Chính   | 1958         | 2010                 | Thứ trưởng Bộ Công an kiêm Tổng cục trưởng Tổng cục Hậu cần - Kỹ thuật     | Thủ tướng Chính phủ nước Cộng hòa xã hội chủ nghĩa Việt Nam |
| 4  | Tô Lâm            | 1957         | 2010                 | Tổng cục trưởng Tổng cục An ninh I                                         | Đại tướng, nguyên Bộ trưởng Bộ Công an, Chủ tịch nước Cộng hoà xã hội chủ nghĩa Việt Nam |
| 5  | Phan Đức Dư       | 1951         | 2010                 | Giám đốc Học viện An ninh nhân dân                                         | |
| 6  | Bùi Xuân Sơn      |              | 2011                 | Phó Tổng cục trưởng Tổng cục Hậu cần - Kỹ thuật                            | [ 17 ] |
| 7  | Triệu Văn Đạt     | 1955–2017    | 2012                 | Phó Tổng cục trưởng Tổng cục Cảnh sát                                      | [ 18 ] |
| 8  | Nguyễn Đức Minh   |              | 2012                 | Phó Tổng cục trưởng Tổng cục An ninh                                       | |
| 9  | Vũ Xuân Sinh      |              | 2012                 | Tư lệnh Bộ Tư lệnh Cảnh vệ                                                 | |
| 10 | Nguyễn Văn Vượng  |              | 2012                 | Tư lệnh Bộ Tư lệnh Cảnh sát Cơ động                                        | |
| 11 | Đồng Đại Lộc      | 1958         | 2012                 | Phó Tổng cục trưởng Tổng cục Cảnh sát phòng, chống tội phạm                | |
| 12 | Phan Văn Vĩnh     | 1955         | 2012                 | Tổng cục trưởng Tổng cục Cảnh sát phòng, chống tội phạm                    | |
| 13 | Nguyễn Danh Cộng  | 1957         | 2013                 | Chánh Văn phòng Bộ Công an                                                 | [ 19 ] |
| 14 | Nguyễn Thanh Hà   |              | 2013                 | Phó Tổng cục trưởng Tổng cục An ninh II                                    | Bị tước danh hiệu Công an nhân dân |
| 15 | Trần Trọng Lượng  | 1958         | 2013                 | Phó Tổng cục trưởng Tổng cục Cảnh sát phòng, chống tội phạm                | |
| 16 | Nguyễn Xuân Mười  | 1957         | 2013                 | Phó Tổng cục trưởng Xây dựng lực lượng                                     | |
| 17 | Đỗ Đình Nghị      |              | 2013                 | Phó Tổng cục trưởng Tổng cục Cảnh sát quản lý hành chính về trật tự xã hội | |
| 18 | Nguyễn Thế Quyết  |              | 2013                 | Phó Tổng cục trưởng Hậu cần - Kỹ thuật                                     | |
| 19 | Nguyễn Xuân Tư    | 1957–2014    | 2013                 | Phó Tổng cục trưởng Xây dựng lực lượng                                     | |
| 20 | Trần Bá Thiều     | 1955         | 2013                 | Tổng cục trưởng Xây dựng lực lượng                                         | |
| 21 | Vũ Thuật          | 1955         | 2013                 | Phó Tổng cục trưởng Hậu cần - Kỹ thuật                                     | |
| 22 | Bùi Xuân Sơn      | 1956         | 2013                 | Phó Tổng cục trưởng Hậu cần - Kỹ thuật                                     | |
| 23 | Đỗ Kim Tuyến      | 1958         | 2013                 | Phó Tổng cục trưởng Tổng cục Cảnh sát phòng, chống tội phạm                | |
| 24 | Trần Đình Nhã     | 1955         | 2013                 | Phó Chủ nhiệm Ủy ban Quốc phòng và An ninh của Quốc hội                    | |
| 25 | Nguyễn Văn Ba     | 1957         | 2014                 | Phó Tổng cục trưởng Tổng cục Cảnh sát phòng, chống tội phạm                | |
| 26 | Phạm Quang Cử     | 1956         | 2014                 | Phó Tổng cục trưởng Hậu cần - Kỹ thuật                                     | |
| 27 | Lê Văn Đệ         | 1957         | 2014                 | Phó Tổng cục trưởng Xây dựng lực lượng                                     | |
| 28 | Bùi Bá Định       | 1958         | 2014                 | Phó Tổng cục trưởng Xây dựng lực lượng                                     | |
| 29 | Đường Minh Hưng   | 1958         | 2014                 | Phó Tổng cục trưởng Tổng cục An ninh I                                     | |
| 30 | Đỗ Đức Kính       | 1958         | 2014                 | Chính ủy Bộ Tư lệnh Cảnh sát Cơ động                                       | |
| 31 | Nguyễn Tiến Lực   |              | 2014                 | Phó Tổng cục trưởng Tổng cục Cảnh sát                                      | |
| 32 | Vi Văn Long       | 1958         | 2014                 | Phó Tổng cục trưởng Tổng cục An ninh                                       | |
| 33 | Ksor Nham         | 1960         | 2014                 | Phó Tổng cục trưởng Hậu cần - Kỹ thuật                                     | |
| 34 | Trần Văn Nhuận    | 1957         | 2014                 | Phó Tổng cục trưởng Tổng cục Chính trị                                     | |
| 35 | Trình Văn Thống   | 1957         | 2014                 | Phó Tổng cục trưởng Tổng cục An ninh                                       | |
| 36 | Trần Đăng Yến     | 1958         | 2014                 | Phó Tổng cục trưởng Tổng cục Cảnh sát                                      | |
| 37 | Vũ Thanh Bình     |              | 2014                 | Phó Tổng cục trưởng Tổng cục An ninh                                       | |
| 38 | Đặng Xuân Loan    |              | 2014                 | Tổng cục trưởng Tổng cục V                                                 | |
| 39 | Bùi Văn Thành     | 1958         | 2014                 | Thứ trưởng Bộ Công an                                                      | Năm 2018, bị xóa tư cách Thứ trưởng Bộ Công an, giáng cấp bậc từ Trung tướng xuống Đại tá và bị khởi tố tội Thiếu trách nhiệm gây hậu quả nghiêm trọng. Năm 2019, bị tuyên phạt 2 năm 6 tháng tù. |
| 40 | Phan Hữu Tuấn     | 1955         | 2014                 | Phó Tổng cục trưởng Tổng cục V                                             | Ngày 17/4/2018, ông bị tước danh hiệu Công an nhân dân, khởi tố bắt tạm giam về tội cố ý làm lộ bí mật Nhà nước và tội Lợi dụng chức vụ, quyền hạn trong khi thi hành công vụ, liên quan tới vụ án Vũ "nhôm". Năm 2019, TAND Hà Nội xử phạt Phan Hữu Tuấn 12 năm tù về 2 tội Cố ý làm lộ bí mật Nhà nước và Lợi dụng chức vụ, quyền hạn trong khi thi hành công vụ. |
| 41 | Nguyễn Huy Đức    | 1957         | 2015                 | Phó Tổng cục trưởng Tổng cục Cảnh sát                                      | |
| 42 | Nguyễn Chí Thành  | 1956         | 2015                 | Giám đốc Công an Thành phố Hồ Chí Minh                                     | |
| 43 | Nguyễn Công Sơn   | 1957         | 2015                 | Phó Tổng cục trưởng Tổng cục Cảnh sát                                      | |
| 44 | Trần Minh Thư     |              | 2015                 | Viện trưởng Viện Chiến lược và Khoa học Công an                            | |
| 45 | Lê Đông Phong     | 1960         | 2016                 | Giám đốc Công an Thành phố Hồ Chí Minh                                     | [ 20 ] |
| 46 | Nguyễn Văn Ngọc   | 1959         | 2016                 | Giám đốc Học viện An ninh nhân dân                                         | [ 21 ] |
| 47 | Bùi Mậu Quân      | 1960         | 2016                 | Phó Tổng cục trưởng Tổng cục An ninh                                       | |
| 48 | Hoàng Phước Thuận | 1958         | 2016                 | Cục trưởng Cục An ninh mạng                                                | |
| 49 | Phạm Quốc Cương   | 1962         | 2016                 | Tư lệnh Bộ Tư lệnh Cảnh sát cơ động                                        | [ 22 ] |
| 50 | Nguyễn Văn Sơn    | 1961         | 2016                 | Thứ trưởng Bộ Công an                                                      | |
| 51 | Nguyễn Văn Lưu    | 1958         | 2016                 | Chánh Thanh tra Bộ Công an                                                 | |
| 52 | Trần Văn Vệ       | 1959         | 2016                 | Phó Tổng cục trưởng Tổng cục Cảnh sát                                      | |
| 53 | Nguyễn Văn Khảo   |              | 2016                 | Cục trưởng Cục Xây dựng phong trào bảo vệ An ninh Tổ quốc                  | |
| 54 | Nguyễn Văn Chuyên |              | 2017                 | Phó Tổng cục trưởng Tổng cục Hậu cần - Kỹ thuật                            | |
| 55 | Trần Thị Ngọc Đẹp | 1960         | 2018                 | Cục trưởng Cục Xây dựng phong trào bảo vệ An ninh Tổ quốc                  | |
| 56 | Đoàn Duy Khương   | 1960         | 2019                 | Giám đốc Công an thành phố Hà Nội                                          | [ 23 ] |
| 57 | Vũ Đỗ Anh Dũng    | 1961         | 2019                 | Cục trưởng Cục Cảnh sát giao thông                                         | |
| 58 | Lương Tam Quang   | 1965         | 2019                 | Chánh Văn phòng Bộ Công an                                                 | |
| 59 | Mai Văn Hà        | 1962         | 2019                 | Cục trưởng Cục Truyền thông Công an nhân dân                               | |
| 60 | Phạm Văn Các      | 1960         | 2019                 | Cục trưởng Cục Cảnh sát điều tra tội phạm về ma túy                        | |
| 61 | Nguyễn Khắc Khanh |              | 2019                 | Cục trưởng Cục An ninh chính trị nội bộ                                    | |
| 62 | Nguyễn Mạnh Dũng  |              | 2019                 | Cục trưởng Cục An ninh nội địa                                             | |
| 63 | Trương Văn Thông  |              | 2019                 | Cục trưởng Cục Đối ngoại                                                   | |
| 64 | Trần Ngọc Khánh   | 1964         | 2019                 | Phó Chủ nhiệm Ủy ban Quốc phòng và An ninh của Quốc hội                    | |
| 65 | Nguyễn Đình Thuận | 1964         | 2019                 | Cục trưởng Cục An ninh kinh tế                                             | |